# Raúl Capote
Pour les articles homonymes, voir Capote.
Raúl Antonio Capote, né à La Havane en 1961, est un écrivain et critique cubain. Ex-agent double recruté par la CIA, il aurait travaillé dans les années 1990 et 2000 pour préserver son pays de manœuvres américaines de déstabilisation.

## Biographie
Raúl Capote est né à La Havane en 1961. Il milite pour la jeunesse dans le milieu artistique, puis formalise ce mouvement à la fin des années 1980 en participant à la création de l’Asociación Hermanos Saíz (AHS), une association fondée par le gouvernement cubain.
Dans une interview publiée par le site vénézuélien pro-gouvernemental Aporrea (es) (Asamblea Popular Revolucionaria Americana) en mars 2014 et alors que le Venezuela connaît des émeutes depuis deux mois, il raconte comment il a été approché par la CIA alors qu’il travaillait dans la ville de Cienfuegos. Après être revenu en 1994 dans sa ville natale pour travailler pour le Syndicat des travailleurs de la culture, puis devenu professeur à l’université de La Havane[réf. nécessaire], il dit avoir été formé en 2004 par la « Directrice du bureau de presse et de la culture » de l'ambassade américaine, Kelly Keiderling (laquelle sera expulsée du Venezuela en octobre 2013 avec deux autres diplomates américains par le président Maduro).
Toujours dans le même entretien au site Aporrea en 2014, il dit avoir été frappé par la similitude des manœuvres de déstabilisation de l’Ukraine et de la Syrie et dévoile la stratégie de la CIA au Venezuela, d’abord en décrivant l’infiltration de ses universités pour initier un mouvement de contestation, puis en abordant la manipulation des médias.
Raúl Capote a été expulsé de sa chaire à l’université de La Havane. On a de lui plusieurs recueils de nouvelles, un essai et quelques ouvrages, dont un roman, El caballero ilustrado, censuré dans son pays (il déclare alors : « Je suis condamné au silence »).

## Œuvre
- (es) El caballero ilustrado (1998) [présentation en ligne]
- (es) El Adversario (2005)
- (es) Kamikaze